# Phoenix Contact
Phoenix Contact – producent automatyki przemysłowej, w tym złączek szynowych, złącz przemysłowych, ochrony przed przepięciami i urządzeń automatyki, m.in. dla energetyki, telekomunikacji, przemysłu samochodowego, chemicznego, naftowo-gazowego.

## Działalność
Przedsiębiorstwo powstało w Niemczech w 1923 roku i do dziś główna siedziba Phoenix Contact znajduje się w Blomberg. W latach 80. otwarto pierwsze oddziały zagraniczne – w Szwajcarii, USA i Szwecji. Aktualnie przedsiębiorstwo posiada ok. 50 oddziałów na całym świecie.
Co roku firma bierze udział w największych targach przemysłowych Hannover Messe na których prezentowane są nowości produktowe.

### Grupy produktowe
Device Connectors – terminale przyłączeniowe i złącza do PCB, przyłącza i obudowy do elektroniki
Industrial Components and Electronics – komponenty do budowy szaf sterowniczych i systemów automatyki, instalacji elektrycznych, m.in., złączki szynowe i złącza przemysłowe do instalacji obiektowej, technika interfejsowa, ochrona przed przepięciami, zasilacze, drukarki do oznaczników, narzędzia i materiały montażowe.
Industry Management and Automation – rozwiązania do automatyzacji produkcji, w tym sterowniki PLC, urządzenia komunikacji przemysłowej do budowy sieci przewodowych i bezprzewodowych, a także moduły we/wy, bezpieczeństwa funkcjonalnego i komputery przemysłowe.
Firma Phoenix Contact opracowała technologię PLCnext Technology-platformę automatyki przemysłowej, składającą się z otwartego sprzętu, modułowego oprogramowania do projektowania, globalnej społeczności i sklepu z oprogramowaniem.
New Business Field – wewnętrzne i zewnętrzne start-upy. których celem jest rozwój All Electric Society, w tym rozwiązania do elektromobilności.

## Historia
Phoenix Contact powstała w 1923 w Niemczech, w Essen, ale wkrótce przeniosła się do Blomberg i tu siedzibę główną ma do dziś.
Założyciel firmy, Hugo Knümann, opatentowuje pomysł rozdzielenia bloków i ułożenia ich pojedynczo w złączki szynowe na szynie DIN. Do firmy dołączają Josef Eisert i Ursula Lampmann.
Pod kierownictwem Josefa Eiserta przedsiębiorstwo z firmy czysto handlowej staje się przedsiębiorstwem z własną produkcją, co daje początek utworzenia grupy Phoenix Contact.
W 1990 roku został otwarty pierwszy oddział zagraniczny, obecnie Phoenix Contact ma oddziały na trzech kontynentach, z czterema centrami kompetencji w Harrisburgu (USA), w Nankinie (Chiny), w Bad Pyrmont (Niemcy) i w New Delhi (Indie).
W 2007 roku Phoenix Contact po raz pierwszy osiąga miliard obrotów.

## Inne projekty
All Electric Society i zrównoważony rozwój
Firma Phoenix Contact bezpośrednio wspiera sześć z 17 wyznaczonych przez ONZ Celów Zrównoważonego Rozwoju (Sustainable Development Goals), aktywnie rozwijając technologie zwiększające wydajność zasobów i ochronę klimatu.
W codziennych działaniach przekładana jest wizja All Electric Society w celu ochrony klimatu, oszczędnego korzystania z zasobów, możliwości recyklingu oraz zbudowania świata gdzie energia odnawialna jest ogólnodostępna po przystępnych cenach i w wystarczających ilościach.

## Phoenix Contact w Polsce
Phoenix Contact Sp. z o.o. – oddział handlowy z siedzibą we Wrocławiu, zatrudnia ponad 80 osób. Założony w 1997 roku. Zapewnia obsługę sprzedażową i wsparcie techniczne dla klientów z całej Polski.
Nawiązując do tradycji Wrocławskich krasnali, firma ufundowała krasnala imieniem Phoeniksik.
Phoenix Contact Wielkopolska Sp. z o.o. – zakład przemysłowy powstały w 1994 roku. Zatrudnia blisko 3000 osób. Produkuje elektryczne elementy łącznikowe. Główna siedziba fabryki mieści się w Nowym Tomyślu, a oddziały w Tarnobrzegu oraz Poznaniu.
Zakład posiada magazyn wysokiego składowania, własne działy wsparcia, takie jak Budowa Maszyn, Narzędziownia, Wtryskownia, działy Rozwoju Produktów, działy inżynieryjno-techniczne oraz laboratoria certyfikacyjno-testowe.
Phoenix Contact E-Mobiliy Sp. z o.o. – zakład produkcyjny w Rzeszowie, zatrudnia około 400 osób. Został założony w 2022 roku. Produkuje rozwiązania do e-mobility: kable ładowania AC, gniazda do stacji ładowania AC, gniazda ładowania pojazdu oraz ładowarki naścienne.